# Championnats d'Asie de judo 2003
 (octobre 2023).
Si vous disposez d'ouvrages ou d'articles de référence ou si vous connaissez des sites web de qualité traitant du thème abordé ici, merci de compléter l'article en donnant les références utiles à sa vérifiabilité et en les liant à la section « Notes et références ».
Navigation
Édition précédente Édition suivante
Les championnats d'Asie de judo 2003, seizième édition des championnats d'Asie de judo, ont eu lieu les 31 octobre et 1er novembre 2003 à Jeju, en Corée du Sud.